# Mangold

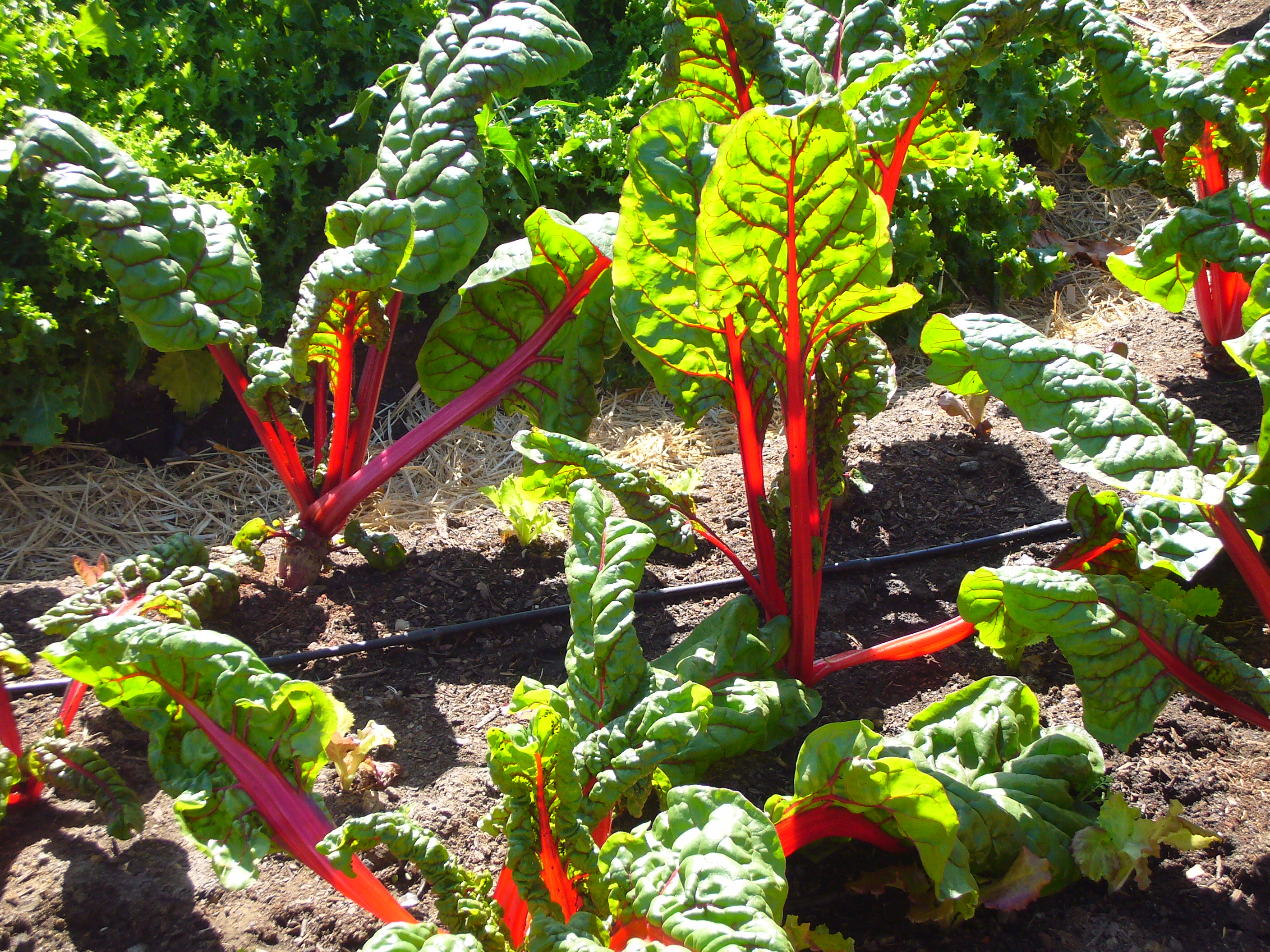
Mangold

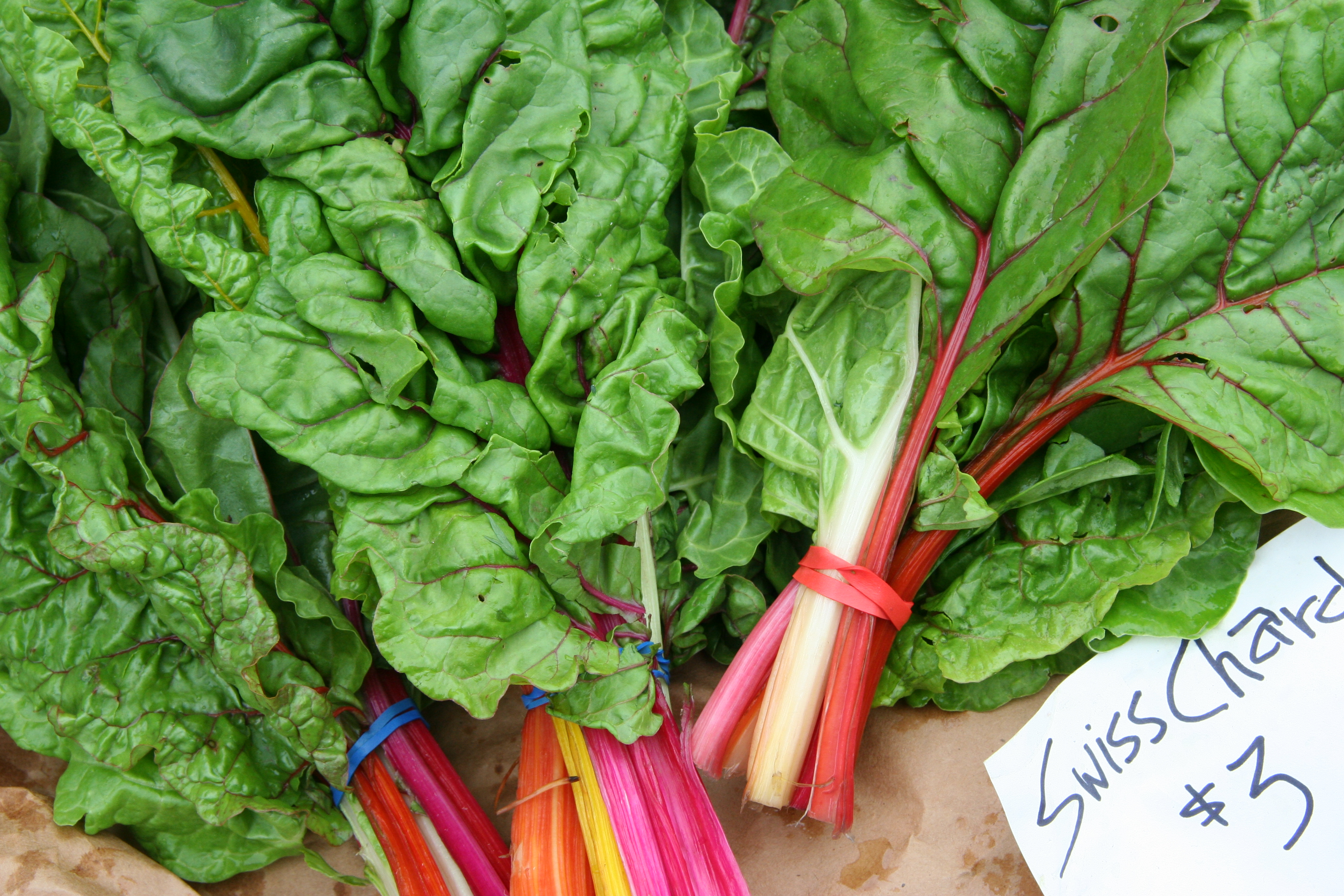
Mangold de vânzare în piaţă

Mangoldul (Beta vulgaris L. var cicla L) sau sfecla elvețiană este o plantă originară din zonele litorale ale Europei și Asiei, cultivată în special pentru pețiolul și nervura mediană cărnoasă.
Modalitățile de pregătire a limbului frunzei sunt asemănătoare cu cele ale spanacului, iar în Evul Mediu mangoldul a constituit o legumă esențială în alimentația oamenilor.
Această plantă este recunoscută și pentru conținutul ridicat în minerale și vitamina A.